# Bérenger Ier de Frioul
Pour les articles homonymes, voir Bérenger.
Bérenger Ier de Frioul (en latin : Berengarius, Perngarius ; en italien : Berengario ) né vers 845 à Cividale del Friuli et mort assassiné le 7 avril 924 à Vérone, dit aussi Bérenger Ier d'Italie, est marquis de Frioul (874-924), roi d'Italie (888-915) et empereur d'Occident de 915 à sa mort en 924.
Il est l'un des onze enfants d'Évrard (Eberhard) († 866) marquis de Frioul (lui-même fils d'Unroch et comte du Ternois), et de son épouse Gisèle (Gisela) († 874), fille de l'empereur Louis le Pieux, ce qui fait de lui à la fois un membre de la dynastie des Unrochides mais aussi l'héritier de la dynastie carolingienne. Il fut l'un des protagonistes de l'Anarchie féodale, lorsque les plus importants feudataires de la péninsule combattaient pour le contrôle des territoires italiens du royaume carolingien, raison pour laquelle certains historiens ont voulu faire de lui un champion et un défenseur de l'unité de l'Italie.

## Biographie

### Origine
D'abord marquis de Frioul appartenant à la famille des Unrochides et héritier de la cour d'Annappes (avec toutes ses dépendances sauf Gruson).

### Roi d'Italie
Bérenger fut élu roi des Lombards à Pavie, dans la basilique San Michele Maggiore, le 6 janvier 888, mais il fut vaincu dès l'année suivante par son compétiteur Guy (Wido) († 894). Ce dernier, duc de Spolète, est élu roi à son tour le 16 février 889.
Bérenger ne cesse de lutter pour reprendre le pouvoir, ce à quoi il parvint à plusieurs reprises. Il revient sur le trône d'Italie en 898 après la mort de Lambert de Spolète, fils de Guy III de Spolète, qui avait été associé au trône.
Un nouveau compétiteur surgit en la personne de Louis de Provence, le petit-fils d'un autre empereur Louis II le Jeune que ses opposants élisent roi d'Italie le 5 octobre 900 à Pavie et qui est couronné le 22 février de l'année suivante. Il le défait une première fois pendant l'été 902 et Louis III doit se retirer en Provence. En 905, Louis III revient en Italie à l'appel d'un parti de nobles, Bérenger se réfugie en Germanie et grâce à l'aide de troupes bavaroises, il réussit à capturer Louis, trahi par les grands, à Vérone et le 21 juillet 905, lui fait crever les yeux et reprend la couronne royale d'Italie. Louis regagne définitivement la Provence.
Pour la troisième fois, Bérenger se réinstalle à Pavie mais il doit ensuite faire face à l'invasion des Magyars qui ravagent le nord de l'Italie. Le 17 juillet 923, Bérenger est défait à Fiorenzuola d'Arda par un nouveau compétiteur, Rodolphe II de Bourgogne, appelé en Italie par son propre gendre, Adalbert d'Ivrée, et Bérenger doit se retirer à Vérone pendant qu'en 924, Pavie est assiégée, prise et pillée par les Magyars. Finalement, Bérenger Ier meurt assassiné par un vassal à Vérone le 7 avril 924.

### Empereur d'Occident
En novembre 915, à Rome, Bérenger avait été couronné empereur des Romains par le pape Jean X qui espérait son aide contre les attaques des musulmans dans le Latium et en Campanie. Toutefois le péril magyar oblige le nouvel empereur à retourner dans le nord de l'Italie, abandonnant le Pape à ses propres forces. Ce « titre impérial » n'apporte aucun surcroît de prestige particulier à Bérenger et après sa mort, le titre d'empereur subit une longue vacance avant le couronnement d'Otton Ier du Saint-Empire en 962.

### Unions et postérité
Bérenger Ier de Frioul épouse Bertille de Spolète (en) († peu après 910) issue de la famille des Supponides. Sa fille Gisèle de Frioul († 910) épouse Adalbert Ier, marquis d'Ivrée. De cette union naît Bérenger II († 966), qui devient à son tour roi d'Italie en 950 : ce dernier est l'ancêtre des comtes palatins de Bourgogne.